# Телешово (Молдова)
Телешово, Телешеу (рум. Teleşeu) — село в Оргеевском районе Молдавии. Относится к сёлам, не образующим коммуну.

## География
Село расположено на высоте 134 метра над уровнем моря.

## Население
По данным переписи населения 2004 года, в селе Телешеу проживает 1344 человека (619 мужчин, 725 женщин).
Этнический состав села:
| Национальность | Число жителей | Процентный состав |
| -------------- | ------------- | ----------------- |
| молдаване      | 1294          | 96,28             |
| украинцы       | 17            | 1,26              |
| румыны         | 15            | 1,12              |
| цыгане         | 10            | 0,74              |
| русские        | 6             | 0,45              |
| болгары        | 1             | 0,07              |
| прочие         | 1             | 0,07              |
| Всего          | 1344          | 100 %             |